# Tu mi appartieni
Tu mi appartieni (Dein Leben gehört mir) è un film del 1939 diretto da Johannes Meyer.

## Produzione
Il film fu prodotto dalla Cine-Allianz Tonfilmproduktions GmbH.

## Distribuzione
In Germania, il film fu distribuito dalla Bavaria-Filmkunst Verleih e uscì in sala il 31 ottobre 1939 con il titolo originale Dein Leben gehört mir. In Francia, dove uscì il 24 aprile 1942, il film prese il titolo Faux coupables.